# 関場茂樹
関場 茂樹（せきば しげき、1876年（明治9年）12月29日 - 1942年（昭和17年）1月7日）は、日本の橋梁設計者。日本の橋梁建設黎明期から橋梁会社技師長として活動し、登録有形文化財の犀川大橋、澱川橋梁などを設計した。

## 生涯

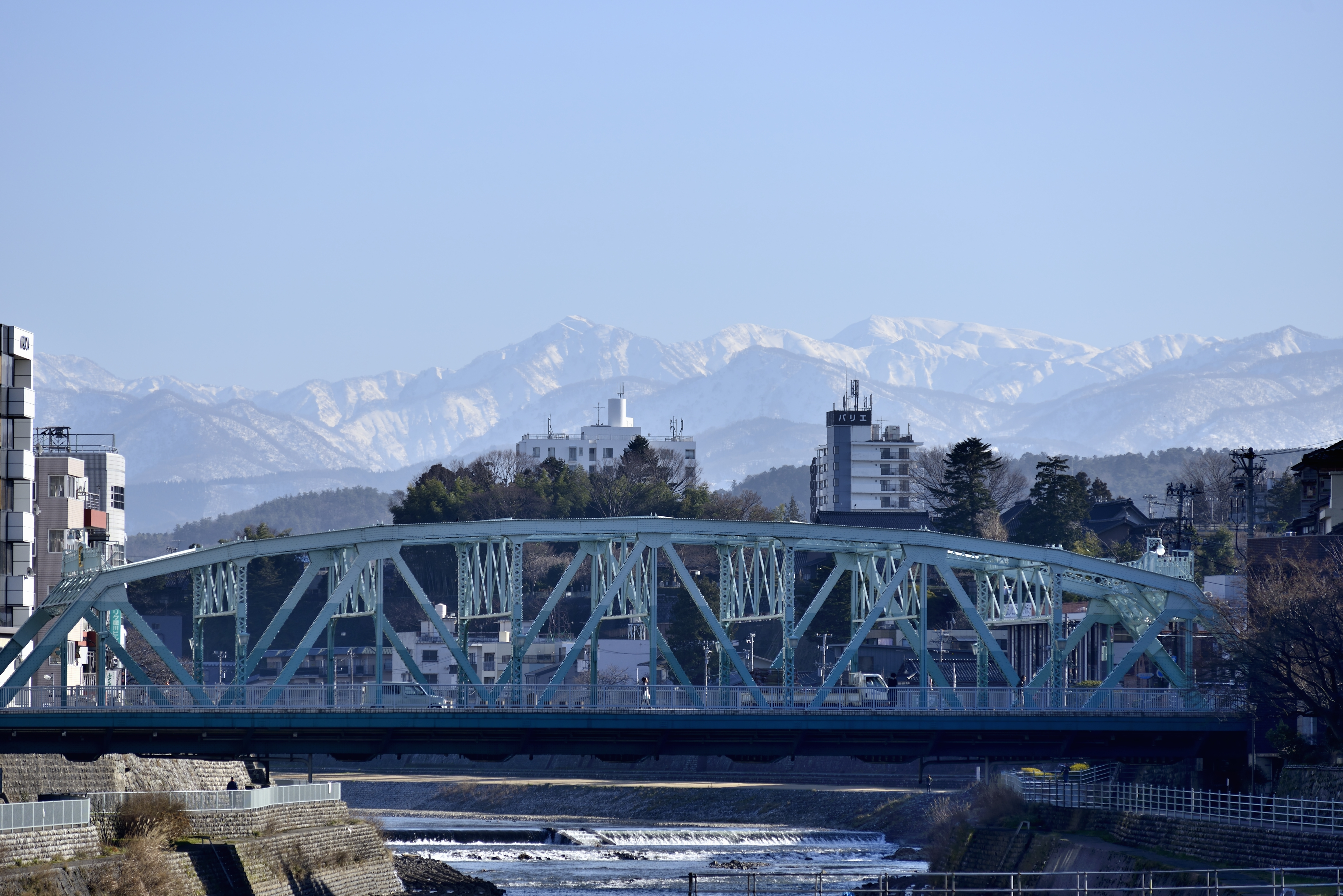
犀川大橋は金沢市に所在。

青森県出身である。父の忠武は斗南藩権少属を務め、青森県少属を経て、内務省に出仕した。関場は忠武の内務省時代に誕生している。関場不二彦は兄、林権助、大瀬甚太郎は義兄である。
一高を経て、東京帝国大学を卒業。土木工学科の同級生に八田嘉明がいる。関場は渡米してアメリカン・ブリッジで5年弱の研鑽を積む。樺島正義は同僚で、飲み仲間でもあった。20世紀初頭の米国では橋梁建設が盛んに行われ、日本の橋梁関係者の関心を集めており、増田淳も渡米している。
関場は創業間もない横河橋梁製作所で技師長に就任し、「同社の橋梁事業に先鞭をつけた」と評価される仕事を成し遂げていく。この時期の関場の手になる山家橋のアーチは明治時代の橋として最大のものである。また『標準橋梁仕様書』を出版している。この書は橋梁示方の書としては廣井勇の「橋梁示方書」に次ぐ早い時期のものであった。
日本橋梁技師長（専務）に転じてからは、岩井橋、犀川大橋を設計した。前者は現存する日本の鋼製アーチ橋としては本町橋（大阪府）についで二番目に古い。その後大阪で設計事務所を営み、澱川橋梁を設計する。この橋は単純トラス橋としては現在でも日本最大で、径間長は約165ｍである。晩年は松尾橋梁で取締役技師長を勤めた。

## 橋、講演等

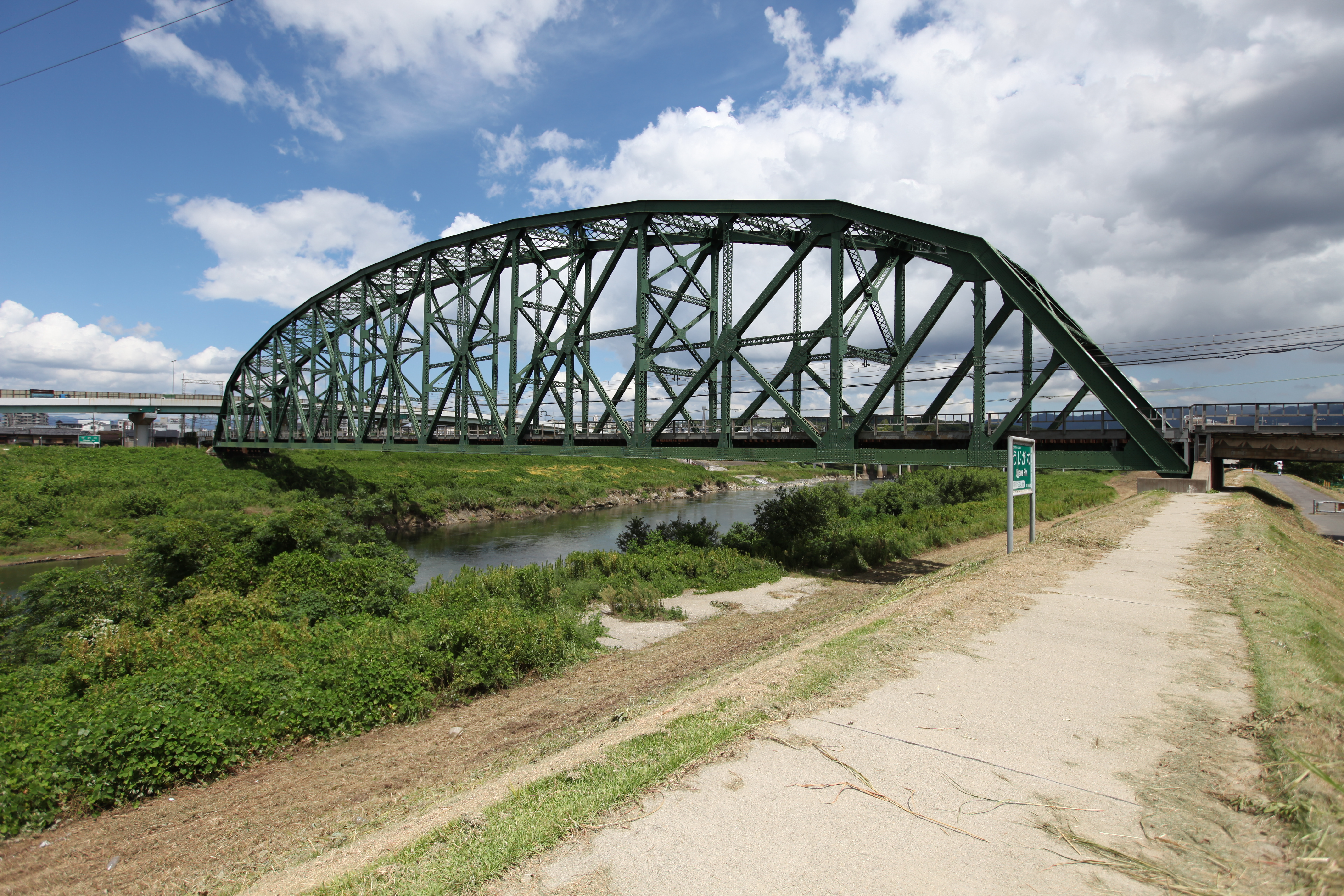
澱川橋梁は宇治川に架橋されている。

設計に係る橋
- 山家橋（京都府、1912年）
- 勝山橋（福井県、1916年）
- 岩井橋（愛知県、1923年）
- 犀川大橋（石川県、1924年）
- 澱川橋梁（京都府、1928年）など

講演など
- 『欧米ニ於ケル橋梁技術ノ進歩』 工学会誌 第28輯[* 2]
- 『続欧米ニ於ケル橋梁技術ノ進歩』 工学会誌 第28輯
- 『鋼索型跳上橋の一考案』土木学会誌 第十五巻第四号
- 『澱川橋梁工事報告概要』 土木学会誌第十六巻第八号（浅井郁爾、江田良治との共著）
- 『審美的橋梁の設計について』（『工業界』、1913年）[* 3]
- 『標準橋梁仕様書』（丸善）